# Clinton D. McKinnon
Clinton Dotson McKinnon (ur. 5 lutego 1906 w Dallas, zm. 29 grudnia 2001 w La Jolla) – amerykański polityk, członek Partii Demokratycznej.

## Działalność polityczna
W okresie od 3 stycznia 1949 do 3 stycznia 1953 przez dwie kadencje był przedstawicielem 23. okręgu wyborczego w stanie Kalifornia w Izbie Reprezentantów Stanów Zjednoczonych.